# Olga Praguer Coelho
Olga Praguer Coelho (* 12. August 1909 in Manaus/Bundesstaat Amazonas; † 25. Februar 2008 in Rio de Janeiro) war eine brasilianische Sängerin und Komponistin.

## Leben
Praguer hatte zunächst Klavierunterricht bei ihrer Mutter, der portugiesischen Pianistin Vianna da Motta. Ihre wichtigste Gesangslehrerin war Gabriela Besanzoni, Gitarre studierte sie bei dem Sänger und Gitarristen Patricio Teixeira. Ihren ersten Auftritt hatte sie 1927 beim Radio Club do Brasil, ihre ersten Aufnahmen entstanden 1929.
Nach erfolgreichen Auftritten in Buenos Aires war sie 1935 einer der Stars beim Eröffnungskonzert des Senders Radio Tupi. Mit einem Zeppelin fuhr sie 1936 nach Deutschland, wo sie an der Eröffnung der Olympischen Spiele teilnahm. Von Präsident Getúlio Vargas zur Botschafterin der brasilianischen Musik ernannt unternahm sie anschließend eine Tournee durch Deutschland, Italien, Frankreich, Österreich, Ungarn, Belgien und Großbritannien, bei der auch Hörfunkaufnahmen entstanden. Bei späteren Tourneen trat sie in fast allen europäischen Staaten auf.
Mit ihrem Ehemann Gaspar Coelho unternahm sie 1939 eine Konzertreise durch Neuseeland, Australien, Singapur, Java und Südafrika, von der sie wenige Tage vor Ausbruch des Zweiten Weltkrieges zurückkehrte. 1941 zog sie nach New York. Dort trat sie im Weißen Haus vor Eleanor Roosevelt auf und hatte wöchentlich zwei Auftritte im Radioprogramm von CBS. Im November 1943 lernte sie Andrés Segovia kennen. Beide trennten sich von ihren Ehepartnern und lebten für die nächsten zwanzig Jahre zusammen. Segovia arrangierte Songs für sie und vervollkommnete ihr Gitarrenspiel. Einen gemeinsamen Auftritt hatten sie jedoch nur einmal 1947 bei NBC Bell Telephone. Bei einem Auftritt im selben Jahr in der New Yorker Town Hall benutzte sie als erste Gitarristin überhaupt eine Gitarre mit Nylonsaiten bei einem Konzert.
Zwischen 1954 und 1960 nahm Praguer in Europa mehrere LPs auf. 1971 trat sie in Buenos Aires auf und knüpfte damit an ihren ersten internationalen Erfolg von 1935 an. Seit Mitte der 1970er Jahre lebte sie wieder in Rio de Janeiro. Präsident Lula da Silva zeichnete sie 2004 mit dem Ordem do Mérito Cultural aus.